# Smörbultslika fiskar
Smörbultlika fiskar (Gobioidei) är en underordning i ordningen abborrartade fiskar. Arterna i djurgruppen är oftast små och lever på havets botten. Den inre systematiken av underordningen är omstridd.

## Familjer
- Smörbultar (Gobiidae)
- Sömnfiskar (Eleotridae)
- Kraemeriidae
- Microdesmidae
- Ptereleotridae
- Odontobutidae
- Schindlerider (Schindleriidae)
- Rhyacichthyidae
- Xenisthmidae